# Eliurus webbi
Eliurus webbi es una especie de roedor de la familia Nesomyidae.

## Distribución geográfica
Se encuentra sólo en Madagascar.

## Hábitat
Su hábitat natural son: zonas subtropicales o tropicales bosques áridos.

## Estado de conservación
Se encuentra amenazada de extinción por la pérdida de su hábitat natural.